# Cova de Chaves
La Cova de Chaves va ser un jaciment neolític situat en les proximitats de la localitat de Bastaràs, municipi de Casbas de Huesca, província d'Osca, Espanya. El jaciment, considerat dels més importants d'Espanya per a l'època al costat del de la Cova de l'Or d'Alacant, va ser destruït de manera il·legal en 2007 mitjançant unes obres que van convertir la cova en un Abeurador.

## Descripció
La Cova de Chaves, amb una superfície aproximada de 3300 m², albergava un jaciment arqueològic considerat com un dels més importants assentaments neolítics de la península Ibèrica. Aquest jaciment va ser descobert per l'arqueòleg Vicente Baldellou Martínez en la dècada de 1970, qui era el director de l'excavació arqueològica. La cova es trobava dins d'una finca privada propietat de l'empresa Fimbas S. A. empleada com a vedat de caça.
Fins a l'any 2007 la intervenció arqueològica s'havia desenvolupat fonamentalment en una zona de 110 m², concretament en una zona rectangular excavada on eren clarament visibles els signes d'intervenció arqueològica. L'existència de lloses de gran tonatge en la cova i el perill que aquestes comportaven havien impedit avançar la recerca arqueològica en altres zones de la cova i les recerques tenien lloc anualment en campanyes d'estiu, a iniciativa dels arqueòlegs, amb la prèvia autorització de la Direcció general del Patrimoni Cultural del Govern d'Aragó i l'autorització de l'empresa Fimbas.
Encara que la Cova de Chaves no havia estat declarada de forma expressa com bé d'interès cultural, es trobava dins de l'entorn de protecció de les Coves de Solencio I, II i III, amb manifestacions de pintura rupestre i declarades com Bé d'interès cultural conforme l'establert en l'Ordre de 6 d'octubre de 2003, del Departament d'Educació, Cultura i Esport del Govern d'Aragó. Així mateix, la finca de Bastaràs es troba inclosa dins del Parc Natural de la Serra i de les Gorges de Guara i la seva zona perifèrica
de protecció, que al seu torn són part de la XarxaNatura 2000.

## Destrucció i procés judicial
A l'octubre de 2007 l'empresari d'origen lleonès Victorino Alonso García, al comandament de l'explotació de la finca on es trobava la cova, va contractar la realització d'unes obres en la cova consistents en el buidatge de les seves lloses i sediments, amb la finalitat d'anivellar el sòl de la cova i col·locar menjadors i abeuradors per a la cria de cabres, així com d'utilitzar el material extret per a la construcció d'un dic de contenció d'aigües proper a la cova. Aquesta obra va ser realitzada sense comunicació ni autorització prèvia per part del govern aragonès. Per a l'obra s'utilitzà una retroexcavadora de gran tonatge i es calcula que es van extreure uns 2247 m³ de sediments, equivalents a entre 3 i 4 metres d'altura, dipositant-se aquests en un barranc de l'entorn.
Per aquests fets, Victorino Alonso García va ser condemnat al novembre de 2016 com a autor d'un delicte sobre el patrimoni històric a dos anys i sis mesos de presó i a abonar 25 490 805 € en concepte d'indemnització al Govern d'Aragó, i la empresa Fimbas S. A. havia de respondre subsidiàriament d'aquesta quantitat. Després del recurs de la defensa, l'Audiència d'Osca va fallar el gener de 2018 commutant la condemna de presó en sis mesos per dilacions indegudes en el procés.